# Platylepis
Platylepis – rodzaj roślin z rodziny storczykowatych (Orchidaceae). Obejmuje 22 gatunki występujące w Afryce, Azji i Oceanii w takich krajach i regionach jak: Angola, Benin, Kamerun, Karoliny, Republika Środkowoafrykańska, Komory, Kongo, Gwinea Równikowa, Etiopia, Ghana, Gwinea, Gwinea Bissau, Wybrzeże Kości Słoniowej, Liberia, Republika Południowej Afryki, Madagaskar, Malawi, Moluki, Mauritius, Mozambik, Nowa Kaledonia, Nowa Gwinea, Nigeria, Reunion, Samoa, Seszele, Wyspy Towarzystwa, Wyspy Salomona, Sudan, Tanzania, Uganda, Vanuatu, Wallis i Futuna, Zambia, Zimbabwe, Demokratyczna Republika Konga.

## Systematyka
Rodzaj sklasyfikowany do podplemienia Goodyerinae w plemieniu Cranichideae, podrodzina storczykowe (Orchidoideae), rodzina storczykowate (Orchidaceae), rząd szparagowce (Asparagales) w obrębie roślin jednoliściennych.
Wykaz gatunków
- Platylepis bombus J.J.Sm.
- Platylepis commelynae (Lindl.) Rchb.f.
- Platylepis constricta (J.J.Sm.) J.J.Sm.
- Platylepis densiflora Rolfe
- Platylepis flaccida (Schltr.) M.C.Pace
- Platylepis geluana (Schltr.) Schuit. & de Vogel
- Platylepis glandulosa (Lindl.) Rchb.f.
- Platylepis goudotii (Ormerod & Cavestro) M.C.Pace
- Platylepis grandiflora (Schltr.) Ormerod
- Platylepis heteromorpha Rchb.f.
- Platylepis hosokawae (Fukuy.) J.M.H.Shaw
- Platylepis intricata Schuit. & de Vogel
- Platylepis laxa (Schltr.) J.M.H.Shaw
- Platylepis leucantha (Schltr.) J.M.H.Shaw
- Platylepis margaritifera Schltr.
- Platylepis occulta (Thouars) Rchb.f.
- Platylepis rufa (Frapp.) Schltr.
- Platylepis scripta (Rchb.f.) M.C.Pace
- Platylepis tidorensis J.J.Sm.
- Platylepis viscosa (Rchb.f.) Schltr.
- Platylepis xerostele Ormerod
- Platylepis zeuxinoides Schltr.